# Далу (Румунія)
Далу (рум. Dalu) — село у повіті Муреш в Румунії. Входить до складу комуни Синджер.
Село розташоване на відстані 281 км на північний захід від Бухареста, 36 км на захід від Тиргу-Муреша, 45 км на південний схід від Клуж-Напоки.

## Населення
За даними перепису населення 2002 року у селі проживали 6 осіб, усі — румуни. Усі жителі села рідною мовою назвали румунську.